# 소에 관한 음모
소에 관한 음모(Cowspiracy: The Sustainability Secret)는 미국에서 제작된 키건 쿤 감독의 2014년 다큐멘터리 영화이다. 이 영화는 동물 농장이 환경에 미치는 영향을 탐구하고 이 문제에 관한 일부 환경 단체의 정책을 조사한다. 이 영화는 기후 변화, 물 이용, 탈산림화, 오션 데드존 등 다양한 환경문제를 들여다보며 동물농업이 환경파괴의 주된 원천임을 시사한다.

## 같이 보기
- 집약적 축산
- 홀로세 멸종
- 비거니즘